# Storia dell'Egitto fatimide
Con la presa di potere del fatimide sciita ismailita ʿUbayd Allāh al-Mahdī l'Egitto si distaccò politicamente e religiosamente dal resto del mondo islamico sunnita.
Malgrado la popolazione non fosse obbligata ad abbracciare la fede dei suoi nuovi padroni (come invece faranno secoli dopo i Safavidi in Persia), la dinastia ismailita - pur mantenendo giudici qāḍī malikiti, sciafeiti e hanbaliti che potessero venire incontro ai bisogni dei suoi sudditi sunniti - si premurò ovviamente di attribuire quasi tutte le cariche politiche e religiose più importanti a ismailiti fedeli al regime.
Massimo responsabile spirituale (a parte lo stesso Imām) fu un dāʿī al-duʿāt, cioè un responsabile supremo della macchina propagandistico-missionaria (daʿwah), e come luogo dove impartire l'insegnamento teologico più avanzato fu prescelta la nuova moschea di al-Azhar (la Fiorita), edificata nella nuova capitale del Cairo, a NE del sito tulunide di al-Qatāʾīʿ.
Nel 969 "la Città trionfante di al-Muʿizz" (al-madīnat al-qāhira al-muʿizziyya ) accolse l'Imām al-Muʿizz che, al riparo delle sue mura, visse distaccato dal resto della popolazione, ammettendo alla sua presenza solo quanti fossero passati al vaglio dei suoi funzionari, il principale dei quali era il wāsiṭa, l'intermediario fra Imām e sudditi che svolgeva le funzioni del ḥājib omayyade e del visir abbaside.
Liberatosi del suo mentore Abū ʿAbd Allāh al-Shīʿī, cui doveva il suo successo, l'Imām spese ogni sua energia per realizzare il piano strategico che sarà anche quello della sua discendenza: la conquista di ciò che restava dei domini abbasidi per scalzare dal potere il califfo di Baghdād e affidare l'unico califfato universale nelle mani della famiglia fatimide (è presumibile che la recente titolatura califfale degli Omayyadi di al-Andalus non avesse fatto più di tanto impressione o, forse, al-Mahdī immaginava di trovare nella dinastia di Cordova un'avversaria meno impegnativa di quella abbaside).
Tutto fu messo quindi in atto per conquistare la Siria, dopo la quale sarebbe venuto il turno finale della Mesopotamia.

L'intera Ifrīqiya conquistata agli Aghlabidi fu affidata alla gestione dei Ziridi che a lungo infatti agirono come longa manus del Cairo in Maghreb.
In Siria però l'azione fatimide s'impantanò. La regione infatti, abbandonata a sé stessa dopo la caduta del califfato omayyade, aveva conosciuto un parziale processo di ri-beduinizzazione, frutto anche dello spostamento del baricentro economico islamico califfale più a Oriente, nell'area dell'Iraq-Iran: cosa che avvantaggiò fra l'altro non poco il sorgere dei primi Stati marinareschi italici nel Sud della Penisola.
I Fatimidi riuscirono a conquistare il meridione e il centro della Siria, ivi compresa Gerusalemme e Damasco, ma nulla o quasi poterono per quanto riguardava il settentrione siriano e la regione della Jazīra che inglobava all'epoca città oggi ospitate da nazioni diverse, dalla Aleppo siriana, alla Mawṣil irachena, alla Ḥarrān anatolica.
Se pure è meritevole di ricordo l'aver sovvenzionato nel 1005 al Cairo la costruzione di una Dār al-Ḥikma (Casa della Conoscenza) che fu arricchita di oltre 600.000 volumi, la politica dell'Imām al-Ḥākim nei confronti dei suoi sudditi musulmani, ebrei e cristiani è ricordata soprattutto per la distruzione nel 1009 della Basilica del Santo Sepolcro a Gerusalemme.
Il fatto ebbe ripercussioni importanti in quanto provocò la sospensione dei pellegrinaggi dei cristiani nella Città Santa e fu pretestuosamente presa a motivazione, ottanta anni più tardi, della necessità della Prima Crociata, visto che la Basilica era stata ricostruita nel frattempo in base a un accordo con Costantinopoli.
Alcune fonti attribuiscono all'Imām al-Ḥākim anche un incendio della città vecchia di Fusṭāṭ, da lui provocato per punire gli abitanti, in massima parte musulmani, dell'opposizione alla sua politica interna manifestata tramite la diffusione di libelli propagandistici.
La morte, probabilmente per un complotto cui non fu forse estranea la sorella Sitt al-Mulk, lo colse nel 1021.
Dopo il suo imamato la politica fatimide cominciò a conoscere un lento processo di declino che si esaurirà però parecchi anni più tardi. L'Egitto - a pochi anni appena da una descrizione assolutamente lusinghiera della civiltà fatimide lasciataci dal viaggiatore ismailita Amir Khosrow - conobbe otto anni consecutivi di gravissime e devastanti carestie, accompagnate da una virulenta epidemia di peste che ebbero come risultato di decimare la popolazione e di impoverire e demoralizzare i sopravvissuti. Ne fu infiacchita inevitabilmente anche l'azione di governo che, fino ad allora, era stata tutto sommato meritevole di ogni considerazione,
 ma non l'economia, grazie alla lungimirante, e tutto sommato tollerante, azione di patronato concessa alle società miste islamico-cristiano-ebraiche, ampiamente testimoniata dai lacerti dei documenti redatti dalla comunità ebraica e conservati, e secoli dopo casualmente rinvenuti, nella Geniza del Cairo, magistralmente studiati da Shlomo Dov Goitein.
Al degrado - che attizzò fra l'altro feroci dispute fra le componenti berbere, africane e turche delle forze armate - gli Imām reagirono investendo di ogni potere militare e politico il governatore armeno di Acri al-Badr al-Jamālī che riuscì a raddrizzare nel corso di numerosi anni la periclitante macchina amministrativa e l'economia del Paese.

La sua opera di "vizir militare" e quella del figlio al-Afdal Shahanshah (suo successore nella carica tutta speciale di Amīr al-juyūsh "Comandante degli eserciti") riuscirono in parte a salvare la situazione e a prolungare la vita dell'Imamato per altri lunghi decenni ma l'arrivo dei Crociati in Siria-Palestina dette il colpo finale alla dinastia.

Nel quadro del confronti fra forze cristiane e forze musulmane, fra alleanze di musulmani con cristiani contro altri cristiani e altri musulmani, lo zengide Norandino inviò al seguito del suo comandante curdo Shīrkūh il nipote di questi Saladino che, morto lo zio, ne ereditò il comando delle truppe, imponendosi agli ultimi deboli Imām fatimidi come vizir dello Stato ismailita malgrado la sua fede sunnita.
Fu Saladino a non consentire più alcuna successione dopo la morte dell'ultimo Imām fatimide al-ʿĀḍid e a far proclamare l'allocuzione religiosa (khuṭba) in onore del califfo abbaside nel 1171, a 262 anni dalla presa di potere di al-Mahdī.

## Lista degli Imām fatimidi
1. ʿUbayd Allāh al-Mahdī bi-llāh (909-934)
2. Muḥammad al-Qāʾim bi-amri llāh (934-946)
3. Ismāʿīl al-Manṣūr bi-naṣri llāh (946-953)
4. al-Muʿizz li-dīn Allāh (953-975)
5. Abū Manṣūr Nizār al-ʿAzīz bi-llāh (975-996)
6. al-Ḥākim bi-amri llāh (996-1021)
7. ʿAlī al-Zāhir (1021-1036)
8. al-Mustanṣir bi-llāh (1036-1094)
9. al-Mustaʿlī (1094-1101)
10. al-Āmir bi-aḥkāmi llāh (1101-1130)
11. al-Ḥāfiz (1130-1149)
12. al-Zāfir (1149-1154)
13. al-Fāʾiz (1154-1160)
14. al-ʿĀḍid (1160-1171)